# Exochus vafer
Exochus vafer là một loài tò vò trong họ Ichneumonidae.